# Diastella latifolia
Diastella latifolia är en insektsart som beskrevs av Brunner von Wattenwyl 1878. Diastella latifolia ingår i släktet Diastella och familjen vårtbitare. Inga underarter finns listade i Catalogue of Life.